# Đội tuyển bóng đá quốc gia Gambia
Đội tuyển bóng đá quốc gia Gambia là đội tuyển cấp quốc gia của Gambia do Hiệp hội bóng đá Gambia quản lý.
Trận thi đấu quốc tế đầu tiên của đội tuyển Gambia là trận gặp đội tuyển Sénégal vào năm 1962. Đội đã 2 lần tham dự cúp bóng đá châu Phi vào các năm 2021 và 2023, thành tích tốt nhất là lọt vào tứ kết ở ngay lần đầu tham dự.

## Thành tích quốc tế

### Giải bóng đá vô địch thế giới
- 1930 đến 1978 - Không tham dự
- 1982 - Không vượt qua vòng loại
- 1986 - Không vượt qua vòng loại
- 1990 - Không tham dự
- 1994 - Bỏ cuộc
- 1998 đến 2022 - Không vượt qua vòng loại

### Cúp bóng đá châu Phi
Gambia có 2 lần tham dự cúp bóng đá châu Phi và gây bất ngờ lớn khi lọt vào tứ kết ở ngay lần đầu tham dự.
| Cúp bóng đá châu Phi | Cúp bóng đá châu Phi                    | Cúp bóng đá châu Phi                    | Cúp bóng đá châu Phi                    | Cúp bóng đá châu Phi                    | Cúp bóng đá châu Phi                    | Cúp bóng đá châu Phi                    | Cúp bóng đá châu Phi                    | Cúp bóng đá châu Phi                    | Cúp bóng đá châu Phi |
| Vòng chung kết: 2    | Vòng chung kết: 2                       | Vòng chung kết: 2                       | Vòng chung kết: 2                       | Vòng chung kết: 2                       | Vòng chung kết: 2                       | Vòng chung kết: 2                       | Vòng chung kết: 2                       | Vòng chung kết: 2                       | Vòng chung kết: 2    |
| Năm                  | Thành tích                              | Thứ hạng1                               | Số trận                                 | Thắng                                   | Hòa2                                    | Thua                                    | Bàn thắng                               | Bàn thua                                |                      |
| -------------------- | --------------------------------------- | --------------------------------------- | --------------------------------------- | --------------------------------------- | --------------------------------------- | --------------------------------------- | --------------------------------------- | --------------------------------------- | -------------------- |
| 1957 đến 1974        | Không tham dự, là thuộc địa của Anh     | Không tham dự, là thuộc địa của Anh     | Không tham dự, là thuộc địa của Anh     | Không tham dự, là thuộc địa của Anh     | Không tham dự, là thuộc địa của Anh     | Không tham dự, là thuộc địa của Anh     | Không tham dự, là thuộc địa của Anh     | Không tham dự, là thuộc địa của Anh     |                      |
| 1976                 | Vòng loại                               | Vòng loại                               | Vòng loại                               | Vòng loại                               | Vòng loại                               | Vòng loại                               | Vòng loại                               | Vòng loại                               |                      |
| 1990                 | Bỏ cuộc                                 | Bỏ cuộc                                 | Bỏ cuộc                                 | Bỏ cuộc                                 | Bỏ cuộc                                 | Bỏ cuộc                                 | Bỏ cuộc                                 | Bỏ cuộc                                 |                      |
| 1994                 | Vòng loại                               | Vòng loại                               | Vòng loại                               | Vòng loại                               | Vòng loại                               | Vòng loại                               | Vòng loại                               | Vòng loại                               |                      |
| 1996                 | Bỏ cuộc khi tham dự vòng loại           | Bỏ cuộc khi tham dự vòng loại           | Bỏ cuộc khi tham dự vòng loại           | Bỏ cuộc khi tham dự vòng loại           | Bỏ cuộc khi tham dự vòng loại           | Bỏ cuộc khi tham dự vòng loại           | Bỏ cuộc khi tham dự vòng loại           | Bỏ cuộc khi tham dự vòng loại           |                      |
| 1998                 | Bị cấm tham dự vì bỏ cuộc giải năm 1996 | Bị cấm tham dự vì bỏ cuộc giải năm 1996 | Bị cấm tham dự vì bỏ cuộc giải năm 1996 | Bị cấm tham dự vì bỏ cuộc giải năm 1996 | Bị cấm tham dự vì bỏ cuộc giải năm 1996 | Bị cấm tham dự vì bỏ cuộc giải năm 1996 | Bị cấm tham dự vì bỏ cuộc giải năm 1996 | Bị cấm tham dự vì bỏ cuộc giải năm 1996 |                      |
| 2002 đến 2019        | Vòng loại                               | Vòng loại                               | Vòng loại                               | Vòng loại                               | Vòng loại                               | Vòng loại                               | Vòng loại                               | Vòng loại                               |                      |
| 2021                 | Tứ kết                                  | 6th                                     | 5                                       | 3                                       | 1                                       | 1                                       | 4                                       | 3                                       |                      |
| 2023                 | Vòng 1                                  | 24th                                    | 3                                       | 0                                       | 0                                       | 3                                       | 2                                       | 7                                       |                      |
| 2025                 | Chưa xác định                           | Chưa xác định                           | Chưa xác định                           | Chưa xác định                           | Chưa xác định                           | Chưa xác định                           | Chưa xác định                           | Chưa xác định                           |                      |
| 2027                 | Chưa xác định                           | Chưa xác định                           | Chưa xác định                           | Chưa xác định                           | Chưa xác định                           | Chưa xác định                           | Chưa xác định                           | Chưa xác định                           |                      |
| Tổng cộng            | 1 lần tứ kết                            | 1 lần tứ kết                            | 8                                       | 3                                       | 1                                       | 4                                       | 6                                       | 10                                      |                      |

- ^1 Thứ hạng ngoài bốn hạng đầu (không chính thức) dựa trên so sánh thành tích giữa những đội tuyển vào cùng vòng đấu
- ^2 Tính cả những trận hoà ở vòng đấu loại trực tiếp phải giải quyết bằng sút luân lưu
- ^3 Do đặc thù châu Phi, có những lúc tình hình chính trị hoặc kinh tế quốc gia bất ổn nên các đội bóng bỏ cuộc. Những trường hợp không ghi chú thêm là bỏ cuộc ở vòng loại

## Đội hình
Đội hình dưới đây được triệu tập tham dự CAN 2023.
Số liệu thống kê tính đến ngày 23 tháng 1 năm 2024 sau trận gặp Cameroon.
| Số | VT | Cầu thủ             | Ngày sinh (tuổi)  | Trận | Bàn | Câu lạc bộ         |
| -- | -- | ------------------- | ----------------- | ---- | --- | ------------------ |
| 1  | TM | Modou Jobe          | 27 tháng 10, 1988 | 31   | 0   | Black Leopards     |
| 18 | TM | Baboucarr Gaye      | 24 tháng 2, 1998  | 21   | 0   | Lokomotiv Sofia    |
| 22 | TM | Lamin Sarr          | 11 tháng 3, 2001  | 0    | 0   | Eskilsminne IF     |
|    |    |                     |                   |      |     |                    |
| 4  | HV | Dawda Ngum          | 2 tháng 9, 1990   | 21   | 0   | Ariana             |
| 5  | HV | Omar Colley         | 24 tháng 10, 1992 | 51   | 1   | Beşiktaş           |
| 12 | HV | James Gomez         | 14 tháng 11, 2001 | 19   | 1   | Odense             |
| 13 | HV | Ibou Touray         | 24 tháng 12, 1994 | 21   | 0   | Stockport County   |
| 14 | HV | Noah Sonko Sundberg | 6 tháng 6, 1996   | 18   | 0   | Ludogorets Razgrad |
| 15 | HV | Jacob Mendy         | 27 tháng 12, 1996 | 3    | 0   | Wrexham            |
| 17 | HV | Saidy Janko         | 22 tháng 10, 1995 | 10   | 0   | Young Boys         |
| 21 | HV | Muhammed Sanneh     | 19 tháng 2, 2000  | 10   | 0   | Baník Ostrava      |
| 25 | HV | Bubacarr Sanneh     | 14 tháng 11, 1994 | 40   | 1   | FK Zvijezda 09     |
|    |    |                     |                   |      |     |                    |
| 2  | TV | Hamza Barry         | 3 tháng 5, 1994   | 26   | 1   | Vejle              |
| 6  | TV | Sulayman Marreh     | 15 tháng 1, 1996  | 35   | 1   | Železničar Pančevo |
| 8  | TV | Ebou Adams          | 15 tháng 1, 1996  | 16   | 0   | Cardiff City       |
| 16 | TV | Alasana Manneh      | 8 tháng 4, 1998   | 12   | 0   | Odense             |
| 24 | TV | Ebrima Darboe       | 6 tháng 6, 2001   | 15   | 0   | Sampdoria          |
| 27 | TV | Yusupha Bobb        | 22 tháng 6, 1996  | 20   | 0   | KAC Marrakech      |
|    |    |                     |                   |      |     |                    |
| 3  | TĐ | Ablie Jallow        | 14 tháng 11, 1998 | 32   | 8   | Metz               |
| 7  | TĐ | Alieu Fadera        | 3 tháng 11, 2001  | 7    | 0   | K.R.C. Genk        |
| 9  | TĐ | Assan Ceesay        | 17 tháng 3, 1994  | 41   | 13  | Damac              |
| 10 | TĐ | Musa Barrow         | 14 tháng 11, 1998 | 38   | 6   | Al Taawoun         |
| 11 | TĐ | Abdoulie Sanyang    | 8 tháng 5, 1999   | 14   | 0   | Grenoble           |
| 19 | TĐ | Ebrima Colley       | 1 tháng 2, 2000   | 24   | 2   | Young Boys         |
| 20 | TĐ | Yankuba Minteh      | 22 tháng 7, 2004  | 5    | 1   | Feyenoord          |
| 23 | TĐ | Muhammed Badamosi   | 27 tháng 12, 1998 | 22   | 2   | Čukarički          |
| 26 | TĐ | Ali Sowe            | 14 tháng 6, 1994  | 12   | 0   | MKE Ankaragücü     |

### Triệu tập gần đây
Các cầu thủ dưới đây từng được triệu tập trong vòng 12 tháng. 
| Vt | Cầu thủ         | Ngày sinh (tuổi)  | Số trận | Bt | Câu lạc bộ            | Lần cuối triệu tập                   |
| -- | --------------- | ----------------- | ------- | -- | --------------------- | ------------------------------------ |
| TM | Sheikh Sibi     | 21 tháng 2, 1998  | 3       | 0  | Virtus Verona         | 2023 Africa Cup of Nations PRE       |
| TM | Ebrima Jarju    | 16 tháng 3, 1998  | 0       | 0  | Paide                 | 2023 Africa Cup of Nations PRE       |
|    |                 |                   |         |    |                       |                                      |
| HV | Sulayman Bojang | 3 tháng 9, 1997   | 6       | 0  | Skeid                 | 2023 Africa Cup of Nations PRE       |
| HV | Ismaila Jome    | 4 tháng 11, 1994  | 2       | 0  | Oakland Roots         | 2023 Africa Cup of Nations PRE       |
| HV | Baboucarr Njie  | 5 tháng 6, 1995   | 0       | 0  | San Antonio           | 2023 Africa Cup of Nations PRE       |
| HV | Alagie Saine    | 20 tháng 1, 2003  | 0       | 0  | Horsens               | 2023 Africa Cup of Nations PRE       |
| HV | Momodou Colley  | 30 tháng 1, 1995  | 0       | 0  | Union Titus Pétange   | v. Mali, 28 March 2023               |
|    |                 |                   |         |    |                       |                                      |
| TV | Bubacarr Jobe   | 21 tháng 11, 1994 | 10      | 3  | Norrby                | 2023 Africa Cup of Nations PRE       |
| TV | Sainey Njie     | 30 tháng 8, 2001  | 5       | 0  | Radnik Surdulica      | 2023 Africa Cup of Nations PRE       |
| TV | Jesper Ceesay   | 4 tháng 5, 2003   | 0       | 0  | Norrköping            | 2023 Africa Cup of Nations PRE       |
| TV | Saikou Touray   | 6 tháng 6, 2000   | 0       | 0  | Grenoble              | 2023 Africa Cup of Nations PRE       |
| TV | Saidou Khan     | 5 tháng 12, 1995  | 0       | 0  | Swindon Town          | 2023 Africa Cup of Nations PRE       |
| TV | Mahmudu Bajo    | 15 tháng 8, 2004  | 0       | 0  | Podbrezová            | 2023 Africa Cup of Nations PRE       |
| TV | Ismail Ceesay   | 15 tháng 8, 2004  | 0       | 0  | Železiarne Podbrezová | v. Bờ Biển Ngà, 20 November 2023     |
| TV | Mustapha Colley | 27 tháng 12, 1996 | 0       | 0  | Wrexham               | v. Bờ Biển Ngà, 20 November 2023     |
| TV | Ousman Bojang   | 30 tháng 8, 2001  | 3       | 0  | Radnik Surdulica      | v. Cộng hòa Congo, 10 September 2023 |
| TV | Ebrima Barrow   | 20 tháng 10, 2001 | 0       | 0  | IFK Norrköping        | v. Cộng hòa Congo, 10 September 2023 |
| TV | Musa Touray     | 5 tháng 12, 1995  | 0       | 0  | Swindon Town          | v. Cộng hòa Congo, 10 September 2023 |
| TV | Bakary Kinteh   | 5 tháng 8, 1999   | 0       | 0  | RFS                   | v. Mali, 28 March 2023               |
|    |                 |                   |         |    |                       |                                      |
| TĐ | Lamin Jallow    | 22 tháng 7, 1994  | 19      | 1  | CR Belouizdad         | 2023 Africa Cup of Nations PRE       |
| TĐ | Dembo Darboe    | 17 tháng 8, 1998  | 5       | 0  | Astana                | 2023 Africa Cup of Nations PRE       |
| TĐ | Musa Juwara     | 26 tháng 12, 2001 | 1       | 0  | Vejle                 | 2023 Africa Cup of Nations PRE       |
| TĐ | Adama Bojang    | 28 tháng 5, 2004  | 0       | 0  | Reims                 | 2023 Africa Cup of Nations PRE       |
| TĐ | Pa Adama Jallow | 8 tháng 5, 1999   | 12      | 0  | Grenoble              | v. Bờ Biển Ngà, 20 November 2023     |
| TĐ | Ibrahim Jammeh  | 3 tháng 1, 1994   | 6       | 0  | Al-Markhiya           | v. Mali, 28 March 2023               |